# Кёрсти (телесериал)
«Кёрсти» (англ. Kirstie) — американский комедийный сериал с Кёрсти Элли в главной роли, премьера которого состоялась на канале TV Land 4 декабря 2013 года. В центре сюжета находится звезда бродвейской сцены Мэдисон Бэнкс (Кёрсти Элли), чья жизнь круто меняется после того, как её сын Орло (Эрик Петерсен), которого она отдала сразу после рождения, находит её. Многократные лауреаты премии «Эмми» Реа Перлман и Майкл Ричардс играют лучшую подругу и водителя персонажа Элли соответственно.
TV Land заказал сериал 15 февраля 2013 года, а сам пилот начал разрабатываться осенью 2012 года. Первый сезон, состоящий из двенадцати эпизодов, стартует 4 декабря 2013 года. В рамках продвижения ситкома, Кёрсти Элли появилась в эпизоде флагманского шоу TV Land «Красотки в Кливленде». Шоу было встречено с негативными отзывами от критиков и не имело рейтингового успеха. Завершив свой первый и единственный сезон 26 февраля 2014 года, спустя пять месяцев, 29 июля 2014 года, TV Land объявил о закрытии сериала.

## Актёры и персонажи

### Основной состав
- Кёрсти Элли — Мэдисон «Мэдди» Бэнкс[1]
- Эрик Петерсен — Арло[1]
- Реа Перлман — Тельма[1]
- Майкл Ричардс — Фрэнк[1]

### Приглашенные звёзды
- Джон Траволта[5]
- Джордж Вендт[6]
- Джейсон Александер[7]
- Кэти Гриффин[8]
- Кристин Ченовет[9]
- Кристен Джонстон[9]
- Клорис Личмен[9]